# Pseudagrion massaicum
Pseudagrion massaicum é uma espécie de libélula da família Coenagrionidae.
Pode ser encontrada nos seguintes países: Angola, Botswana, Comores, República Democrática do Congo, Etiópia, Gana, Quénia, Malawi, Namíbia, Somália, África do Sul, Sudão, Tanzânia, Uganda, Zâmbia, Zimbabwe, possivelmente Burundi e possivelmente em Guiné.
Os seus habitats naturais são: florestas subtropicais ou tropicais húmidas de baixa altitude, savanas áridas, savanas húmidas, matagal árido tropical ou subtropical, matagal húmido tropical ou subtropical, rios, lagos de água doce intermitentes e pântanos ou mangues de água doce.